# František Illek
František Illek (14. září 1904 Kout na Šumavě – 17. června 1969 Praha) byl český fotograf, jenž byl zaměřen zejména na magazínovou reportáž, fotografování sportu, módy nebo reklamy.

## Život
Na začátku své kariéry působil v agentuře Centropress, od roku 1927 byl vedoucím jeho fotoateliéru. Od roku 1931 spoluvlastnil s Alexandrem Paulem a Pavlem Altschulem agenturu Press Photo Service (později Illek a Paul). PPS patřil ve 30. a 40. letech 20. století k nejvýznamnějším českým studiím, které do značné míry udávalo tón v užité a reklamní fotografii a ve snímcích památek.